# Sérgio (intérprete)
Sérgio (em latim: Sergius) foi um oficial bizantino de meados do século VI. Era um intérprete (ermeneu) altamente requisitado por sua habilidade por romanos e persas e era admirado pelo xá Cosroes I (r. 531–579). Em visita à Pérsia, a rogo urgente de Agátias, obtem acesso aos anais reais persas e traduziu ao grego muitos detalhes sobre os xás, suas datas e eventos principais de seus reinados que Agátias usou em suas digressões sobre a religião e história persas.